# Wereldkampioenschappen schaatsen afstanden 2001
De wereldkampioenschappen afstanden 2001 op de schaats werden van vrijdag 9 tot en met zondag 11 maart gehouden op in de Utah Olympic Oval in Salt Lake City, Verenigde Staten.
Het was het zesde kampioenschap WK afstanden. Het was de eerste keer dat de WK Afstanden in de Olympische hal werden gehouden in het jaar voor de Olympische Winterspelen begon. Hiermee fungeerde het afstandstoernooi als serieuze proef voor het Olympische toernooi.

## Schema
Het toernooi werd verreden volgens onderstaand programma.
| Datum                  | Onderdeel                                                                                               |
| ---------------------- | --- |
| vrijdag 9 maart 2001   | 1500 meter mannen 500 meter vrouwen 1e run 500 meter vrouwen 2e run 3000 meter vrouwen                  |
| zaterdag 10 maart 2001 | 500 meter mannen 1e run 500 meter mannen 2e run 5000 meter mannen 1000 meter vrouwen 5000 meter vrouwen |
| zondag 11 maart 2001   | 1000 meter mannen 10.000 meter mannen 1500 meter vrouwen                                                |

## 500 meter mannen
| Nr.    | Schaatser          | Land             | Tijd       | 1e 500m    | 2e 500m      |
| ------ | ------------------ | ---------------- | ---------- | ---------- | ------------ |
| Goud   | Hiroyasu Shimizu   | Japan            | 1.08,96 WR | 34,64 (1)  | 34,32 (1) WR |
| Zilver | Jeremy Wotherspoon | Canada           | 1.09,29    | 34,77 (2)  | 34,52 (2)    |
| Brons  | Casey FitzRandolph | Verenigde Staten | 1.09,76    | 35,04 (5)  | 34,72 (3)    |
| 4      | Manabu Horii       | Japan            | 1.09,82    | 34,92 (3)  | 34,90 (5)    |
| 5      | Lee Kyou-hyuk      | Zuid-Korea       | 1.10,07    | 35,23 (8)  | 34,84 (4)    |
| 6      | Sergej Klevtsjenja | Rusland          | 1.10,23    | 35,23 (8)  | 35,00 (8)    |
| 7      | Toyoki Takeda      | Japan            | 1.10,24    | 35,03 (4)  | 35,21 (10)   |
| 8      | Joey Cheek         | Verenigde Staten | 1.10,26    | 35,28 (11) | 34,98 (7)    |
| 9      | Mike Ireland       | Canada           | 1.10,42    | 35,48 (15) | 34,94 (6)    |
| 10     | Janne Hänninen     | Finland          | 1.10,44    | 35,21 (6)  | 35,23 (12)   |

## 1000 meter mannen
| Nr.    | Schaatser          | Land             | Tijd       |
| ------ | ------------------ | ---------------- | ---------- |
| Goud   | Jeremy Wotherspoon | Canada           | 1.08,28 WR |
| Zilver | Ådne Søndrål       | Noorwegen        | 1.08,50    |
| Brons  | Sergej Klevtsjenja | Rusland          | 1.08,59    |
| 4      | Lee Kyou-hyuk      | Zuid-Korea       | 1.08,61    |
| 5      | Gerard van Velde   | Nederland        | 1.08,70    |
| 6      | Erben Wennemars    | Nederland        | 1.08,76    |
| 7      | Yusuke Imai        | Japan            | 1.08,78    |
| 8      | Mike Ireland       | Canada           | 1.08,86    |
| 9      | Casey FitzRandolph | Verenigde Staten | 1.09,10    |
| 10     | Jan Bos            | Nederland        | 1.09,24    |

## 1500 meter mannen
| Nr.    | Schaatser         | Land             | Tijd    |
| ------ | ----------------- | ---------------- | ------- |
| Goud   | Ådne Søndrål      | Noorwegen        | 1.46,10 |
| Zilver | Derek Parra       | Verenigde Staten | 1.46,20 |
| Brons  | Erben Wennemars   | Nederland        | 1.46,22 |
| 4      | Aleksandr Kibalko | Rusland          | 1.46,42 |
| 5      | Yusuke Imai       | Japan            | 1.46,94 |
| 6      | Petter Andersen   | Noorwegen        | 1.46,99 |
| =      | Vadim Sajoetin    | Rusland          | 1.46,99 |
| 8      | Hiroyuki Noake    | Japan            | 1.47,04 |
| 9      | Sergey Tsybenko   | Rusland          | 1.47,14 |
| 10     | KC Boutiette      | Verenigde Staten | 1.47,30 |

## 5000 meter mannen
| Nr.    | Schaatser         | Land             | Tijd    |
| ------ | ----------------- | ---------------- | ------- |
| Goud   | Bob de Jong       | Nederland        | 6.19,58 |
| Zilver | Carl Verheijen    | Nederland        | 6.22,43 |
| Brons  | Gianni Romme      | Nederland        | 6.25,00 |
| 4      | Vadim Sajoetin    | Rusland          | 6.25,60 |
| 5      | Keiji Shirahata   | Japan            | 6.26,04 |
| 6      | Frank Dittrich    | Duitsland        | 6.28,34 |
| 7      | Lasse Sætre       | Noorwegen        | 6.29,54 |
| 8      | KC Boutiette      | Verenigde Staten | 6.31,93 |
| 9      | Aleksandr Kibalko | Rusland          | 6.32,56 |
| 10     | Dustin Molicki    | Canada           | 6.33,56 |

## 10.000 meter mannen
| Nr.    | Schaatser         | Land      | Tijd     |
| ------ | ----------------- | --------- | -------- |
| Goud   | Carl Verheijen    | Nederland | 13.12,49 |
| Zilver | Bob de Jong       | Nederland | 13.13,81 |
| Brons  | Vadim Sajoetin    | Rusland   | 13.17,83 |
| 4      | Frank Dittrich    | Duitsland | 13.19,09 |
| 5      | Lasse Sætre       | Noorwegen | 13.19,33 |
| 6      | Keiji Shirahata   | Japan     | 13.19,92 |
| 7      | Jochem Uytdehaage | Nederland | 13.23,02 |
| 8      | Bart Veldkamp     | België    | 13.32,81 |
| 9      | Øystein Grødum    | Noorwegen | 13.33,53 |
| 10     | Stian Bjørge      | Noorwegen | 13.38,75 |

## 500 meter vrouwen
| Nr.    | Schaatser                 | Land      | Tijd       | 1e 500m    | 2e 500m      |
| ------ | ------------------------- | --------- | ---------- | ---------- | ------------ |
| Goud   | Catriona Le May-Doan      | Canada    | 1.14,72 WR | 37,43 (1)  | 37,29 (1) WR |
| Zilver | Monique Enfeldt-Garbrecht | Duitsland | 1.15,20    | 37,71 (3)  | 37,49 (2)    |
| Brons  | Svetlana Zjoerova         | Rusland   | 1.15,24    | 37,69 (2)  | 37,55 (3)    |
| 4      | Sabine Völker             | Duitsland | 1.15,34    | 37,72 (4)  | 37,62 (4)    |
| 5      | Andrea Nuyt               | Nederland | 1.16,35    | 38,37 (8)  | 37,98 (5)    |
| 6      | Yukari Watanabe           | Japan     | 1.16,52    | 38,39 (9)  | 38,13 (6)    |
| 7      | Susan Auch                | Canada    | 1.16,55    | 38,36 (7)  | 38,19 (8)    |
| 8      | Sayuri Osuga              | Japan     | 1.16,58    | 38,40 (10) | 38,18 (7)    |
| 9      | Marianne Timmer           | Nederland | 1.16,63    | 38,34 (6)  | 38,29 (10)   |
| 10     | Tomomi Okazaki            | Japan     | 1.16,66    | 38,31 (5)  | 38,35 (11)   |

## 1000 meter vrouwen
| Nr.    | Schaatser                 | Land             | Tijd       |
| ------ | ------------------------- | ---------------- | ---------- |
| Goud   | Monique Enfeldt-Garbrecht | Duitsland        | 1.14,13 WR |
| Zilver | Sabine Völker             | Duitsland        | 1.14,14    |
| Brons  | Catriona Le May-Doan      | Canada           | 1.14,50    |
| 4      | Chris Witty               | Verenigde Staten | 1.14,59    |
| 5      | Anni Friesinger           | Duitsland        | 1.14,75    |
| 6      | Svetlana Zjoerova         | Rusland          | 1.15,16    |
| 7      | Cindy Klassen             | Canada           | 1.15,27    |
| 8      | Marianne Timmer           | Nederland        | 1.15,36    |
| 9      | Jennifer Rodriguez        | Verenigde Staten | 1.15,44    |
| 10     | Aki Tonoike               | Japan            | 1.15,49    |

## 1500 meter vrouwen
| Nr.    | Schaatser                  | Land             | Tijd    |
| ------ | -------------------------- | ---------------- | ------- |
| Goud   | Anni Friesinger            | Duitsland        | 1.54,58 |
| Zilver | Maki Tabata                | Japan            | 1.54,76 |
| Brons  | Cindy Klassen              | Canada           | 1.55,08 |
| 4      | Renate Groenewold          | Nederland        | 1.55,68 |
| 5      | Jennifer Rodriguez         | Verenigde Staten | 1.55,73 |
| 6      | Song Li                    | China            | 1.55,79 |
| 7      | Barbara de Loor            | Nederland        | 1.55,83 |
| 8      | Chris Witty                | Verenigde Staten | 1.56,05 |
| 9      | Natalija Polozkova-Kozlova | Rusland          | 1.56,25 |
| 10     | Varvara Barysjeva          | Rusland          | 1.56,32 |

## 3000 meter vrouwen
| Nr.    | Schaatser                | Land             | Tijd    |
| ------ | ------------------------ | ---------------- | ------- |
| Goud   | Gunda Niemann-Stirnemann | Duitsland        | 4.00,34 |
| Zilver | Anni Friesinger          | Duitsland        | 4.01,98 |
| Brons  | Claudia Pechstein        | Duitsland        | 4.02,13 |
| 4      | Cindy Klassen            | Canada           | 4.02,41 |
| 5      | Maki Tabata              | Japan            | 4.03,74 |
| 6      | Barbara de Loor          | Nederland        | 4.04,56 |
| 7      | Renate Groenewold        | Nederland        | 4.05,64 |
| 8      | Varvara Barysjeva        | Rusland          | 4.05,73 |
| 9      | Jennifer Rodriguez       | Verenigde Staten | 4.06,63 |
| 10     | Song Li                  | China            | 4.07,01 |

## 5000 meter vrouwen
| Nr.    | Schaatser                | Land       | Tijd       |
| ------ | ------------------------ | ---------- | ---------- |
| Goud   | Gunda Niemann-Stirnemann | Duitsland  | 6.52,44 WR |
| Zilver | Claudia Pechstein        | Duitsland  | 6.58,11    |
| Brons  | Maki Tabata              | Japan      | 7.05,49    |
| 4      | Renate Groenewold        | Nederland  | 7.06,53    |
| 5      | Wieteke Cramer           | Nederland  | 7.09,29    |
| 6      | Ljoedmila Prokasjeva     | Kazachstan | 7.09,42    |
| 7      | Kristina Groves          | Canada     | 7.10,52    |
| 8      | Eriko Seo                | Japan      | 7.12,16    |
| 9      | Tonny de Jong            | Nederland  | 7.13,60    |
| 10     | Nami Nemoto              | Japan      | 7.13,86    |

## Medaillespiegel
| Plaats | Land             | Goud | Zilver | Brons | Totaal |
| 1      | Duitsland        | 4    | 4      | 1     | 9      |
| 2      | Nederland        | 2    | 2      | 2     | 6      |
| 3      | Canada           | 2    | 1      | 2     | 5      |
| 4      | Japan            | 1    | 1      | 1     | 3      |
| 5      | Noorwegen        | 1    | 1      | 0     | 2      |
| 6      | Verenigde Staten | 0    | 1      | 1     | 2      |
| 7      | Rusland          | 0    | 0      | 3     | 3      |
| Totaal | Totaal           | 10   | 10     | 10    | 30     |